# Capillaria navoneae
Capillaria navoneae is een rondwormensoort uit de familie van de Trichuridae. De wetenschappelijke naam van de soort is voor het eerst geldig gepubliceerd in 2006 door Timi, Rossin & Lanfranchi.